# Acrocercops chalinosema
Acrocercops chalinosema är en fjärilsart som beskrevs av Edward Meyrick 1936. Acrocercops chalinosema ingår i släktet Acrocercops och familjen styltmalar. Inga underarter finns listade i Catalogue of Life.